# Sigge Arnewid
Magnus Sigvard (Sigge) Arnewid, född Johansson den 9 november 1907 i Göteborg, död 25 januari 1987 i Göteborg, var en svensk fotograf och idrottsledare.
Arnewid växte upp på Gårda i Göteborg och började 1923 arbeta på fotoföretaget Hasselblad som springpojke. När han 1927 skrevs in i militären hamnade han vid Östgöta flygflottilj i Malmslätt utanför Linköping som flygfotograf. Efter sin militärtjänstgöring återvände han till Hasselblad, först som lagerarbetare och därefter som resande säljare. Han arbetade därefter för Hasselblad till pensionen; sammanlagt tillbringade han 49 år i företaget.
Arnewid var också länge engagerad i fotbollsklubben Gais, där han satt i styrelsen mellan 1935 och 1960. Han var lagledare i klubben 1949/1950 och 1950/1951.